# Johannes Grubenmann
Johannes Grubenmann (Teufen, 15 giugno 1707 – Teufen, 12 giugno 1771) è stato un carpentiere e capomastro svizzero.

## Biografia
Figlio di Ulrich Zürcher e di Barbara Zürcher, sposò in prime nozze Anna Schläpfer, vedova di Conrad Zellweger, nel 1731 e in seconde nozze Katharina Sturzenegger, figlia di Bartholome Sturzenegger, nel 1748. Nel 1733 è menzionato per la prima volta come architetto e capo carpentiere indipendente. Insieme ai fratelli Jakob Grubenmann e Hans Ulrich Grubenmann tra il 1743 e il 1744 ricostruì la cittadina di Bischofszell.
Esperto nella costruzione di campanili e orologi da torre, si occupò di alcuni rifacimenti della chiesa riformata di Herisau e fu probabilmente il costruttore dello Zellwegerscher Doppelpalast. Più tardi acquisì notorietà in particolare per i suoi ponti. Negli anni 1750 fu attivo a più riprese nei Grigioni: costruì, tra l'altro, un palazzo per il colonnello Andreas von Salis a Coira, oggi sede del governo cantonale, i ponti presso Reichenau e un altro in Prettigovia. L'ultima sua opera conosciuta è il ponte coperto in legno realizzato nel 1767 presso Oberglatt: eretto sopra la Glatt, fu trasferito a Rümlang nel 1950.